# Ceratocolax
Ceratocolax is een geslacht van eenoogkreeftjes uit de familie van de Bomolochidae. De wetenschappelijke naam van het geslacht is voor het eerst geldig gepubliceerd in 1965 door Vervoort.

## Soorten
- Ceratocolax euthynni Vervoort, 1965
- Ceratocolax mykternastes Cressey, 1981